# Chit Phumisak

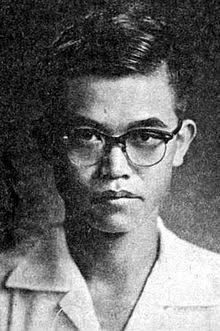
Chit Phumisak

Chit Phumisak (Thai: จิตร ภูมิศักดิ์; Aussprache: [t͡ɕìt pʰuːmíʔsàk]; * 25. September 1930 in Prachantakham, Provinz Prachinburi, Thailand; † 5. Mai 1966 in Amphoe Waritchaphum, Provinz Sakon Nakhon) war ein thailändischer Intellektueller und Autor. Er studierte Sprachwissenschaft, veröffentlichte aber auch über Geschichte, Kunst und Philosophie, schrieb Gedichte und Lieder. Vom Marxismus beeinflusst, vertrat Chit eine radikale Gesellschaftskritik. Er wurde zu einer Ikone der thailändischen Intellektuellen nicht nur des linken Lagers und seit den 1970er-Jahren aufgrund seiner charismatischen Ausstrahlung gelegentlich als „Thailands Che Guevara“ bezeichnet.  Er war Mitglied der Kommunistischen Partei und wurde, vermutlich von Polizisten, erschossen.

## Leben
Chit Phumisak war der Sohn eines Steuerbeamten und einer Schneiderin, die für die Armee arbeitete. Er wurde in der Provinz Prachinburi im Osten Thailands geboren und hatte eine ältere Schwester. Sein Geburtsname war Somchit, er kürzte ihn später jedoch zu Chit ab. Durch die Position des Vaters im Staatsdienst musste die Familie regelmäßig umziehen, unter anderem Mitte der 1940er-Jahre in die von Kambodscha eroberte Provinz Battambang. Bereits als Jugendlicher schrieb er Artikel über Literatur, Philosophie, Geschichte und Kunst. 1950 begann er sein Studium der Sprachwissenschaft an der Chulalongkorn-Universität. Er beherrschte Thai, Englisch, Französisch und Chinesisch fließend.
Mit dem Marxismus kam er 1953 ausgerechnet durch einen Auftrag für die Botschaft der Vereinigten Staaten in Kontakt. Um die thailändische Regierung zu einem härteren Vorgehen gegen Kommunisten zu überzeugen, wollten die USA das Kommunistische Manifest ins Thailändische übersetzen lassen und nahmen dafür den jungen Linguisten Chit in Dienst. Kurze Zeit später veröffentlichte er eine marxistische Kritik des Buddhismus. Da er als ausgezeichneter Schreiber bekannt war, wählten ihn seine Kommilitonen als Redakteur des Universitäts-Jahrbuchs aus. Mit dem Vorwurf, dass er Kommunist sei, wurde ihm diese Aufgabe allerdings wieder entzogen.
1957 schloss er sein Studium ab und begann, als Englischlehrer an der Theves-Suksa-Schule zu unterrichten. Kurze Zeit später veröffentlichte er Sinlapa phuea chiwit, sinlapa phuea prachachon („Kunst für das Leben, Kunst für das Volk“) und Chomna khong sakdina thai nai patchuban („Das Antlitz des thailändischen Feudalismus heute“). Außerdem schrieb er, teils unter verschiedenen Pseudonymen, mehrere linguistische Werke und eine Vielzahl an Essays, insbesondere über Religion und Kunst, aber auch einige belletristische Stücke und Kurzgeschichten. 1958 wurde er unter dem autoritären Regime von Feldmarschall Sarit Thanarat unter dem Vorwurf der Unterstützung des Kommunismus eingesperrt.
Während seiner Haft im Gefängnis Lat Yao betreute er unter anderem den Gemüsegarten, unterrichtete Kinder der Wärter und brachte einem Angehörigen des Lahu-Volks und seinem Sohn Thai bei. Zugleich erstellte er eine Studie der Lahu-Sprache und -Volkskunde. In der Haft war er ein noch produktiverer Autor und Übersetzer als zuvor. Er übersetzte unter anderem Die Mutter von Maxim Gorki, Jewgenija Stepanowas Biographie von Karl Marx, Premchands Roman Godan („Die Kuhschenkung“), George Thomsons An Essay on Religion sowie eine Sammlung vietnamesischer Kurzgeschichten. Als er nach sechs Jahren endlich ein Gerichtsverfahren bekam, wurde er freigesprochen und entlassen.
Nach seiner Freilassung schloss sich Chit 1965 der Kommunistischen Partei Thailands an und ging, im Rahmen ihrer unter maoistischem Einfluss beschlossenen „ländlichen Strategie“, in die bewaldeten Berge in Isan, der Nordostregion Thailands. Er schrieb nun kämpferische Gedichte und Lieder, die die Dorfbewohner aufforderten, sich dem Kampf gegen soziale Ungerechtigkeit und Unterdrückung anzuschließen. Er identifizierte sich ernsthaft mit den Armen und ermutigte seine Kampfgenossen mit seiner aufrüttelnden Poesie. Am 5. Mai 1966 wurde er in den Phu-Phan-Bergen in der Provinz Sakon Nakhon, wahrscheinlich von Polizisten, erschossen.

## Werke (Auswahl)
Die Sachbücher „Das Antlitz des thailändischen Feudalismus“ und „Etymologie der Bezeichnungen Siam, Thai, Lao und Khom sowie die gesellschaftlichen Eigenschaften der Ethnonyme“ sowie die Sammlung von Chits Gedichten gehören zu einem 1996 zusammengestellten Kanon von „100 Büchern, die jeder Thai lesen sollte“.
- โฉมหน้าศักดินาไทย (Chomna Sakdina Thai; „Das Antlitz des thailändischen Feudalismus“), unter dem Pseudonym Somsamai Sisuttharaphan, postum 1974 – zuvor erschienen als: โฉมหน้าศักดินาไทยในปัจจุบัน (Chomna Sakdina Thai nai patchuban; „Das Antlitz des thailändischen Feudalismus heute“), 1957 in Nitisat.
- รวมบทกวีและงานวิจารณ์ศิลปวรรณคดีของ กวีการเมือง (Ruam botkawi lae ngan wichan sinlapa wannakhadi khong Kawi Kanmueang; „Gesammelte Gedichte und Literaturkritiken von ‚Kawi Kanmueang‘“), unter dem Pseudonym Kawi Kanmueang, postum 1974 – die meisten der Gedichte wurden aus dem Gefängnis geschmuggelt und 1964 in der Zeitung Prachatipatai veröffentlicht, die Literaturkritiken wurden 1957–58 unter dem Pseudonym Somchai Prichacharoen in der Zeitung Sanseri veröffentlicht
- ความเป็นมาของคำสยาม ไทย, ลาว และขอม และลักษณะทางสังคมของชื่อชนชาติ (Khwampenma khong kham Sayam Thai Lao lae Khom lae laksana thangsangkhom khong chu chongchat; „Etymologie der Bezeichnungen Siam, Thai, Lao und Khom sowie die gesellschaftlichen Eigenschaften der Ethnonyme“), postum 1976
- โองการแช่งน้ำ และ ข้อคิดใหม่ในประวัติศาสตร์ไทยลุ่มน้ำเจ้าพระยา (Ongkan chaengnam lae khokhitmai nai prawattisat thai lumnam Chao Phraya; „Der Lehnseid und neue Gedanken über thailändische Geschichte im Chao Phraya-Becken“), postum 1981

### Bekannte Lieder
- แสงดาวแห่งศรัทธา (Saengdao haeng sattha; „Sternenlicht des Vertrauens“)
- รำวงวันเมย์เดย์ (Ramwong wan May Day; „Ramwong zum Ersten Mai“)
- มาร์ชลาดยาว (March Lat Yao; „Lat-Yao-Marsch“)
- มาร์ชชาวนาไทย (March chaona thai; „Marsch der thailändischen Bauern“)
- thailändische Version der Internationale: อินเตอร์เนชั่นแนล (Internationale)